# Rauschuppenboa
Die Rauschuppenboa (Trachyboa boulengeri) ist eine ungiftige Schlangenart aus der Familie der Erdboas (Tropidophiidae). Sie ist endemisch in Zentral- und Südamerika.

## Merkmale
Trachyboa boulengeri weist einen gedrungenen Körperbau und eine Gesamtlänge bis 43 cm auf. Die Körperfärbung ist kaffeebraun, seitlich des Körpers befinden sich zwei parallele Reihen schwarzer und rotbrauner Flecken. Die deutlich gekielten Körperschuppen liegen in 29 bis 33 Reihen um die Körpermitte. Der Kopf setzt sich deutlich vom Hals ab. Am Kopf zeigen sich folgende pholidotische Merkmale: insgesamt kleine, gekielte Schuppen, ein fehlendes oder reduziertes Rostralschild (Rostrale), 0,5 bis 1,0 mm lange, hornartig aufgeworfene Schuppen über den Augen und der Schnauzenspitze, 11 bis 12 Oberlippenschilde (Supralabialia) sowie 1 bis 2 Reihen Schupen zwischen dem Augenunterrand und den Oberlippeschildern. Die rotbraun gefärbte und schwarz gefleckte Bauchseite wird von 131 bis 142 Bauchschilden (Venralia), die Unterseite des Schwanzes von 20 bis 28 Subcaudalschilden (Subcaudalia) bedeckt. Der Analschild (Scutum anale) ist nicht geteilt.

## Lebensweise
Die Rauschuppenboa kann sowohl in Bäumen kletternd (arborikol), als auch in Höhlen und unter Falllaub und Totholz beobachtet werden. Es werden feuchte bis sehr feuchte Lebensräume besiedelt. Trachyboa boulengeri ist ein Ansitzjäger, zum Beutespektrum der Art zählen Echsen, Froschlurche und kleine Vögel. Vom Erbeuten kleiner Fische wird berichtet. Die Fortpflanzung erfolgt durch Ovoviviparie, die Schlange ist also ei-lebendgebärend.

## Verbreitung
Das Verbreitungsgebiet der Rauschuppenboa erstreckt sich von Panama über Kolumbien bis nach Westecuador.

## Etymologie
Der Artname, boulengeri, wurde zur Ehrung des belgisch-britischen Zoologen (Herpetologe, Ichthyologe) George Albert Boulenger gewählt.